# نوویه باریاتینو
نوویه باریاتینو (انگلیسی: Novoye Baryatino) یک شهرک در شهرستان استرلیتاماکسکی استان باشقیرستان کشور روسیه است.